# لورن نیکلسون
لورن نیکلسون (انگلیسی: Lorraine Nicholson؛ زادهٔ ۱۶ آوریل ۱۹۹۰) هنرپیشه اهل ایالات متحده آمریکا است. وی از سال ۲۰۰۳ میلادی تاکنون مشغول فعالیت بوده‌است.
از فیلم‌هایی که وی در آن نقش داشته است، می‌توان به موج‌سوار اشاره کرد.